# Stephen Lee
Stephen Lee (Trowbridge, 12 oktober 1974) is een Engels professioneel snookerspeler. Hij won tussen 1998 en 2012 vijf zogeheten rankingtoernooien en kwam tot de vijfde plaats op de wereldranglijst.

## Carrière
Na het winnen van het Engelse amateurkampioenschap in 1992 werd Lee professional. Vanaf 1999 bevond hij zich steeds in de hoogste regionen van de wereldranglijst. Hij won rankingtoernooien in 1998, 2000, 2001 en 2006. In het laatste toernooi, het Open kampioenschap van Wales, was hij niet bij de top-16 geplaatst. Toch won hij het toernooi na een finale tegen de regerende wereldkampioen van dat moment, Shaun Murphy. In het wereldkampioenschap is zijn beste prestatie het bereiken van de halve finale in 2003.

## Matchfixing
Vanaf 2010 werd Lee in verband gebracht met matchfixing. Op 11 februari van dat jaar werd hij gearresteerd en op borgtocht weer vrijgelaten. De arrestatie werd verricht op basis van vreemde weddenschappen die werden gelinkt aan de resultaten van Lee. In september van 2013 werd Lee door de mondiale snookerbond WPBSA schuldig bevonden aan zeven matchfixingzaken, onder meer tijdens het China Open (2008) en het WK (2009). Hiervoor kreeg hij een schorsing voor een periode van exact twaalf jaar, die met terugwerkende kracht inging op 12 oktober 2012. De uitsluiting geldt voor alle mogelijke duels van de mondiale biljartbond WPBSA.

## Belangrijkste resultaten

### Rankingtitels
| #  | Seizoen     | Toernooi                         | Verliezend finalist | Verliezend finalist | Score |
| -- | ----------- | -------------------------------- | ------------------- | ------------------- | ----- |
| 1. | 1998 / 1999 | Grand Prix                       | Marco Fu            | HKG                 | 9-2   |
| 2. | 2001 / 2002 | LG Cup                           | Peter Ebdon         | ENG                 | 9-4   |
| 3. | 2001 / 2002 | Scottish Open                    | David Gray          | ENG                 | 9-2   |
| 4. | 2005 / 2006 | Welsh Open                       | Shaun Murphy        | ENG                 | 9-4   |
| 5. | 2011 / 2012 | Players Tour Championship Finals | Neil Robertson      | AUS                 | 4-0   |

### Niet-rankingtitels
| #  | Seizoen     | Toernooi    | Verliezend finalist | Verliezend finalist | Score |
| -- | ----------- | ----------- | ------------------- | ------------------- | ----- |
| 1. | 2011 / 2012 | General Cup | Ricky Walden        | ENG                 | 7-6   |

### Wereldkampioenschap
Hoofdtoernooi (laatste 32 of beter):
| #   | Seizoen     | Editie  | Prestatie    | Extra                                   |
| --- | ----------- | ------- | ------------ | --------------------------------------- |
| 1.  | 1994 / 1995 | WK 1995 | Laatste 32   | Verloor met 10-8 van Nigel Bond         |
| 2.  | 1996 / 1997 | WK 1997 | Laatste 16   | Verloor met 13-7 van James Wattana      |
| 3.  | 1997 / 1998 | WK 1998 | Laatste 16   | Verloor met 13-8 van Ken Doherty        |
| 4.  | 1998 / 1999 | WK 1999 | Kwartfinale  | Verloor met 13-6 van John Higgins       |
| 5.  | 1999 / 2000 | WK 2000 | Laatste 16   | Verloor met 13-8 van Fergal O'Brien     |
| 6.  | 2000 / 2001 | WK 2001 | Laatste 16   | Verloor met 13-12 van Peter Ebdon       |
| 7.  | 2001 / 2002 | WK 2002 | Kwartfinale  | Verloor met 13-10 van Ronnie O'Sullivan |
| 8.  | 2002 / 2003 | WK 2003 | Halve finale | Verloor met 17-8 van Mark Williams      |
| 9.  | 2003 / 2004 | WK 2004 | Laatste 32   | Verloor met 10-7 van Lee Walker         |
| 10. | 2004 / 2005 | WK 2005 | Laatste 16   | Verloor met 13-9 van Peter Ebdon        |
| 11. | 2005 / 2006 | WK 2006 | Laatste 16   | Verloor met 13-9 van Neil Robertson     |
| 12. | 2006 / 2007 | WK 2007 | Laatste 32   | Verloor met 10-7 van Mark Selby         |
| 13. | 2007 / 2008 | WK 2008 | Laatste 32   | Verloor met 10-4 van Joe Swail          |
| 14. | 2008 / 2009 | WK 2009 | Laatste 32   | Verloor met 10-4 van Ryan Day           |
| 15. | 2009 / 2010 | WK 2010 | Laatste 32   | Verloor met 10-4 van Stephen Maguire    |
| 16. | 2010 / 2011 | WK 2011 | Laatste 32   | Verloor met 10-5 van John Higgins       |
| 17. | 2011 / 2012 | WK 2012 | Laatste 32   | Verloor met 10-6 van Andrew Higginson   |

## Trivia
- Hoogste plaats op de wereldranglijst is vijfde in het seizoen 2000/2001.
- De hoogste break van Lee is 145 (gehaald in 2002).
- Lee en zijn vriendin Laura hebben vier kinderen.
- Lee studeert politieke wetenschappen in Binghamton.
- Lee is 12 jaar geschorst